# پروژه تاریخ شفاهی ایران
پروژهٔ تاریخ شفاهی ایران نام برنامه‌ای برای مصاحبه با عده‌ای از ایرانیانی است که در تاریخ معاصر نقشی داشته‌اند. این برنامه به ابتکار حبیب لاجوردی در دانشگاه هاروارد انجام گرفت. مصاحبه‌ها عمدتاً توسط لاجوردی و دیگر همکاران او انجام شده‌است. در مجموع با ۱۳۴ نفر مصاحبه شده‌است.

## تاریخ شفاهی هاروارد
حبیب لاجوردی بنیان‌گذار تاریخ شفاهی ایران است. او برای اولین‌بار مقوله تاریخ‌نگاری شفاهی را به جامعه تاریخ‌نگاران ایرانی معرفی کرد.
در سال ۱۳۵۹ به پیشنهاد یکی از استادان دانشگاه هاروارد اقدام به نوشتن طرح اولیه پروژه تاریخ شفاهی ایران می‌نماید که در شهریور ۱۳۶۰ این طرح به‌صورت اجرایی در مرکز مطالعات خاورمیانه دانشگاه هاروارد آغاز به کار می‌نماید.
هدف این طرح جمع‌آوری و نگهداری خاطرات افرادی بود که در رویدادهای سیاسی و تصمیمات مهم ایران نقش داشتند و هدف اصلی کار تاریخ سیاسی قرار گرفت زیرا که طرح با محدودیت مالی مواجه بود.
هزینه مالی این طرح که طی ۱۴ سال انجام پذیرفت در حدود ۷۵۰۰۰۰ دلار آمریکا بود که توسط گروه‌های زیر تامین شد:
- بنیاد فورد ۵۰۰۰۰ دلار
- شرکت‌های خصوصی و ایرانیان مقیم آمریکا و اروپا ۴۰۰۰۰۰ دلار
- سازمان موقوفه ملی برای علوم انسانی ۳۰۰۰۰۰ دلار

برای جلب اطمینان افرادی که مصاحبه می‌شدند پیش از آغاز مصاحبهٔ اولیه، یک توافق‌نامهٔ رسمی بین راوی و دانشگاه هاروارد به امضا می‌رسید. راوی در این توافق‌نامه رسماً اعلام می‌داشت که زمان دسترسی به متن مصاحبه برای پژوهشگران و عامه چه زمانی باشد.
معیار اصلی برای آماده‌سازی فهرست مصاحبه‌شوندگان دیدگاه‌ها و موضع سیاسی بود.
از داریوش همایون، روزنامه‌نگار و وزیر سابق اطلاعات، محمود فروغی، مشاور ولیعهد سابق ایران (رضا پهلوی)، سپهبد محسن هاشمی‌نژاد، فرمانده سابق گارد جاویدان تا رهبران جبهه ملی مانند کریم سنجابی و  مهدی آذر؛ مسئولان سازمان مجاهدین مسعود رجوی رهبر سازمان مجاهدین خلق؛ از چریک‌های فدایی خلق - علیرضا محفوظی، رهبران حزب توده مانند  فریدون کشاورز و مصطفی لنکرانی. مقامات ساواک از جمله سرلشکر حسن علوی‌کیا، معاون سابق ساواک و سرتیپ منوچهر هاشمی، مدیر استانی و رئیس بخش ضدجاسوسی و شبه‌نظامیان اسلامی مانند سعید رجائی خراسانی، نمایندهٔ جمهوری اسلامی ایران در سازمان ملل متحد از افرادی بودند که در این پروژه شرکت کردند. برخی از افرادی که در دوران پس از انقلاب هم مسئولیت داشتند مانند: دریادار احمد مدنی و ابوالحسن بنی‌صدر (نخستین رئیس‌جمهور ایران) حاضر به مصاحبه و شرکت در پروژهٔ تاریخ شفاهی ایران شدند. در حقیقت این طیف وسیع از افراد نشانگر وسعت کار این پروژه‌است.

## مصاحبه‌های منتشرشده
تا کنون مصاحبه‌های زیر از مجموعهٔ تاریخ شفاهی هاروارد در ایران نشر یافته‌اند:
1. محمدعلی مجتهدی‌گیلانی، مدیر دبیرستان البرز و بنیانگذار دانشگاه صنعتی شریف -نشر کتاب نادر-۱۳۸۰ - مصاحبه‌گر:حبیب لاجوردی
2. مظفر بقایی کرمانی، نمایندهٔ سابق مجلس شورای ملی و دبیرکل حزب زحمتکشان ملت ایران- نشر علمی ۱۳۸۲ - مصاحبه‌گر: حبیب لاجوردی
3. شاپور بختیار، آخرین نخست وزیر حکومت شاهنشاهی - نشر زیبا ۱۳۸۰ - مصاحبه‌گر:ضیاء صدقی
4. سپهبد حاجی علی کیا، رئیس اداره دوم ارتش شاهنشاهی ایران - رئیس سازمان کوک - نشر زیبا ۱۳۸۱ - مصاحبه‌گر:حبیب لاجوردی
5. ارتشبد حسن طوفانیان، مشاور عالی تسلیحاتی بزرگ ارتشتاران -رئیس سازمان صنایع نظامی - نشر زیبا - ۱۳۸۱ - مصاحبه‌گر :ضیاء صدقی
6. محمود فروغی فرزند محمد علی فروغی (آخرین نخست‌وزیر رضا شاه و اولین نخست‌وزیر محمدرضاشاه) -نشر کتاب نادر-۱۳۸۲ - مصاحبه‌گر:حبیب لاجوردی
7. امیر تیمور کلالی، رئیس ایل تیموری، نماینده مجلس شورای ملی، وزیر کشور و سرپرست شهربانی کل کشور در زمان حکومت مصدق - نشر صفحه سفید - ۱۳۸۷ - مصاحبه‌گر: حبیب لاجوردی
8. جعفر شریف‌امامی، رئیس مجلس سنا - نخست‌وزیر حکومت شاهنشاهی -نشر نگاه امروز - ۱۳۸۰ - مصاحبه‌کننده: حبیب لاجوردی
9. مهدی حایری یزدی، استاد فلسفه و فرزند بنیانگذار حوزه علمیه قم - نشر کتاب نادر - مصاحبه‌گر :ضیاء صدقی
10. محمد یگانه رئیس کل بانک مرکزی - وزیر دارایی - وزیر مسکن و آبادانی - وزیر مشاور - نشر ثالث -۱۳۸۴ - مصاحبه‌گر: ضیاء صدقی
11. علی امینی وزیر دارایی - نخست‌وزیر سال ۱۳۴۰ الی ۱۳۴۲ - نشر صفحه سفید -۱۳۸۳ - حبیب لاجوردی
12. عبدالمجید مجیدی وزیر مشاور- رئیس سازمان برنامه و بودجه -نشر گام نو -۱۳۸۱ - حبیب لاجوردی- مصاحبه‌گر: ضیاء صدقی
13. سلطان حمید میرزا قاجار فرزند ولیعهد ایران در زمان قاجار (میرزا حسن خان قاجار) - نشر ثالث -۱۳۸۷ - حبیب لاجوردی
14. کریم سنجابی، اولین وزیر خارجه دولت موقت- رهبر جبهه ملی ایران - نماینده مجلس شورای ملی دوره اول پس از انقلاب - نشر تحت عنوان امیدها و ناامیدی‌ها ۱۳۷۹
15. ریچارد فرای، ایران‌شناس و زبان‌شناس - شرکت سهامی انتشار -۱۳۹۷ - مصاحبه‌گر: شهلا حائری - مترجم: بهمن زبردست [۴]
16. دنیس رایت، دیپلمات - شرکت سهامی انتشار -۱۳۹۹ - مصاحبه‌گر: حبیب لاجوردی - مترجم: بهمن زبردست

از میان کتاب‌های فوق کتاب خاطرات سلطان حمید میرزا قاجار، ریچارد فرای و دنیس رایت به زبان انگلیسی بوده‌است که به فارسی ترجمه شده و همچنین خاطرات فاطمه پاکروان نیز به زبان انگلیسی توسط مرکز مطالعات خاورمیانه دانشگاه هاروارد نشر یافته‌است که به زبان فارسی ترجمه نشده‌است.
خاطرات محمد یگانه (سیاستمدار) و  کریم سنجابی و مهندس جعفر شریف‌امامی نیز از سوی مرکز مطالعات خاورمیانه دانشگاه هاروارد انتشار نیافته‌است احتمالاً ناشران به‌صورت مستقیم از کتابخانه دانشگاه هاروارد جهت نشر آن استفاده کرده‌اند.

## مصاحبه‌ها به ترتیب مجلد
جلد اول: بهمن آبادیان، فلیکس آقایان، شاهین آقایان، علی امینی، محمدرضا آشتیانی‌زاده، مهدی آذر، حسین آزموده، فرشته انشاء.

## نسخهٔ متنی مصاحبه‌ها
در سال‌۱۴۰۰ از پایگاه اطلاعاتی «پروژه تاریخ شفاهی ایران در دانشگاه هاروارد» رونمایی شد که بخش اعظم مصاحبه‌های منتشرشده (به استثنای ۶ مصاحبه) را به صورت متن دیجیتال و قابل جست‌وجو‌  تبدیل کرده و در دسترس عموم قرار داده است. این وبسایتی ارتباطی با دانشگاه هاروارد ندارد و به صورت مستقل و غیر انتفاعی راه‌اندازی شده و اداره می‌شود.